# Monestir de Zedazeni
El monestir de Zendazeni (en georgià: ზედაზნის მონასტერი) és un monestir de l'Església ortodoxa georgiana situat en una zona boscosa que cobreix el mont Zendazeni, a la carena de la serra de Saguramo, a una elevació de 1.178 m sobre el nivell del mar, al nord-est de Mtskheta, a la regió de Xida Kartli de Geòrgia. Va ser fundat al segle VI per sant Joan, un dels 13 pares assiris de Geòrgia, que tenia com a missió reforçar el cristianisme al país. El complex d'edificis del monestir inclou l'església, cèl·lules monàstiques, murs de fortificació, estructures defensives, etc. Es reconeix com a Monument Cultural destacat de Geòrgia.

## Història
El nom Zendazeni està relacionat amb una deïtat de la mitologia georgiana, Zaden, el déu de la fruita. L'adoració de Zaden va ser introduïda pel rei Farnadjom d'Ibèria (ca. 109-90 aC), que va agregar la imatge de Zaden al panteó pagà ibèric i va construir una fortalesa allà per albergar el colós de la deïtat. Després de la difusió del cristianisme, la secta de Zaden es va dissoldre. El nom Zendazeni significa 'Alt Zaden', i prové dels termes Zeta, que significa 'Alt', i Zaden.

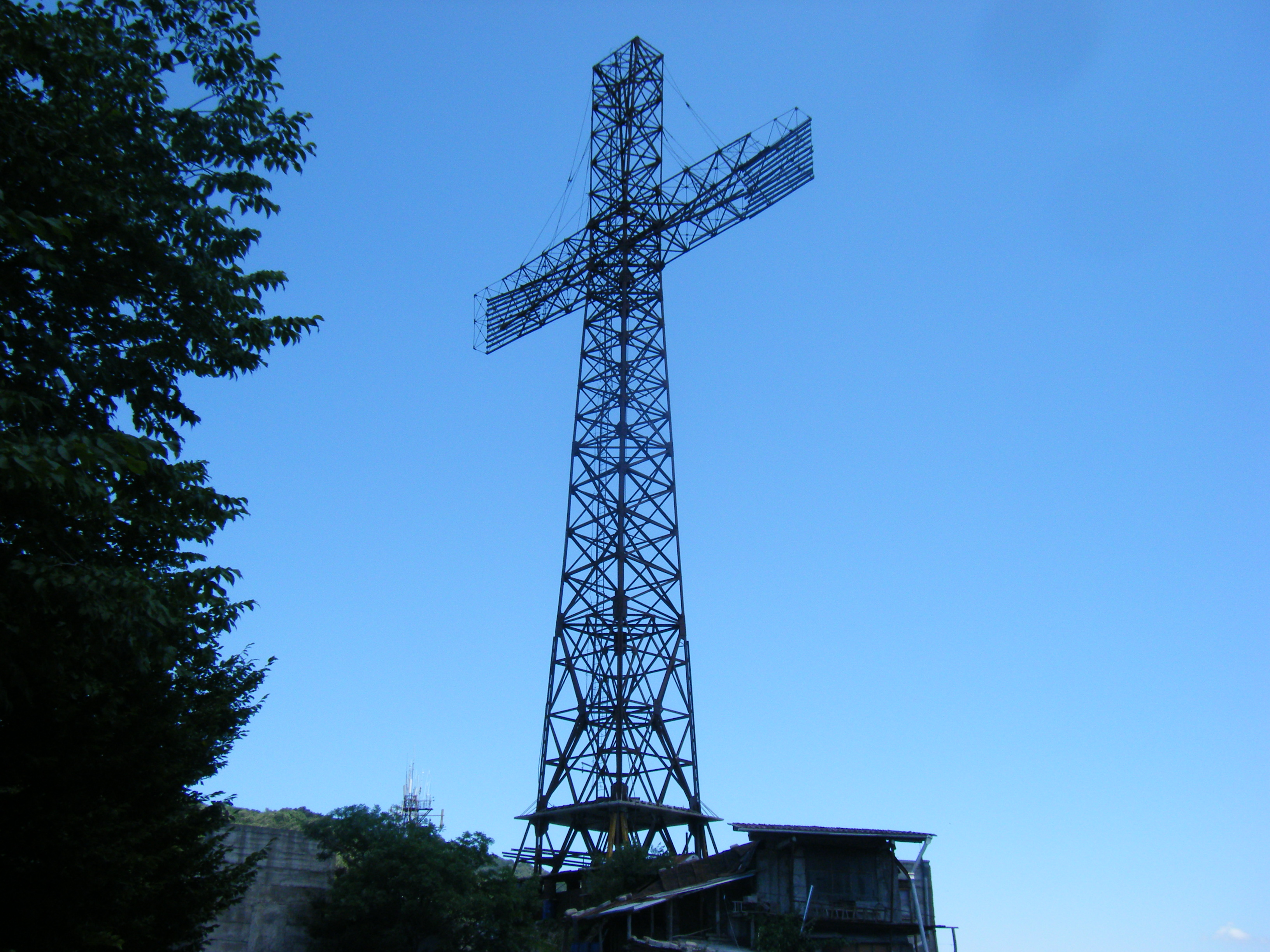
Creu de Ferro a la vora de l'església de Zedazeni, pertanyent a una minoria cristiana georgiana

La història del monestir va començar amb Joan, el dirigent dels tretze pares assiris que van arribar a Geòrgia a mitjan segle vi. Ell va escollir aquest lloc, a la vora de Mtskheta i dalt de la muntanya, per a la seva església. Des d'allà va enviar els deixebles a diverses parts de Kartli i Kaheti. Joan va morir el 573, i els seus deixebles i seguidors el van honrar construint una església a la seva tomba.
A la segona meitat del segle viii, el patriarca Clementes va construir una basílica de tres naus com una extensió de la cripta de sant Joan. El monestir es va construir i desenvolupar posteriorment.
A la primera meitat del segle ix, en l'època del príncep Gabriel de Caheti, es va construir la porta de la basílica. A la fi del segle X s'hi va construir un celler. Fins al segle xi, la fortalesa i el monestir de Zendazeni vigilaven les fronteres del Regne de Kaheti. Al 1101, el rei georgià David II el constructor va aixafar les hordes dels turcoseljúcides i el rei Quiriche II dels Kaheti a la fortalesa de Zendazeni. Des del 1479, el monestir de Zendazeni va servir com a cementiri familiar per a la noble família de Zengenice-Guramoville.
L'any 1705 la vida monàstica es va detenir temporalment. Al segle xviii es van construir un campanar i d'altres estructures. El patriarca Domentii va restaurar l'església. Al segle xix, sota la direcció del bisbe Alexander Octopirice, la vida va ser restaurada al monestir. L'església es trobava en un «sostre de ferro»; se'n va obrir la porta oest i es van fer diverses modificacions.
Entre el 1915 i el 1922 el monestir estava desert. Durant el període soviètic, els treballs de manteniment i restauració del monestir es van portar a terme el 1938 i els anys 1970-1971. Al 1946, els hàbitats de Zendazeni i Saguramo van ser declarats reserves naturals protegides.

## Descripció

### Església baptista

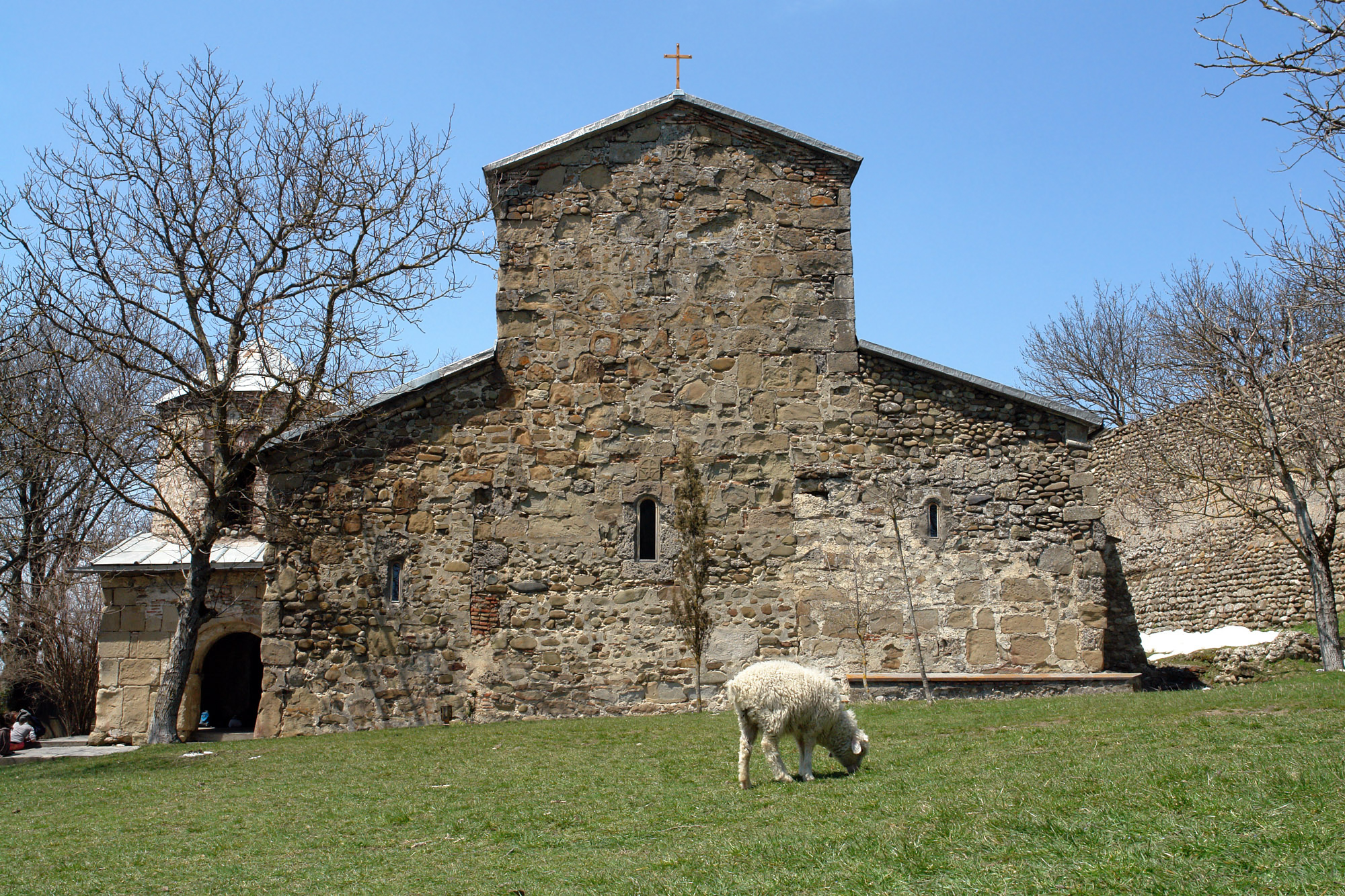
Façana de l'est de l'església baptista, amb tres finestres

És una església amb planta de basílica de tres naus. Té una forma quasi quadrada de 13,5 m x 13,4 m; està construïda amb còdols, pedres triturades i maons. Amb dues entrades, la principal cap al sud i la porta oest oberta en el segle xix. L'interior es divideix en 3 passadissos amb 2 parells de columnes. La nau central és la més alta i acaba a l'arc d'Agia Banka cap a l'est, en cada costat del qual hi ha dues cambres, de les quals la del sud-est és el menjador i l'altra té la tomba del sant pare Joan. Cadascuna de les tres cambres orientals estan il·luminades per una finestra, col·locades en diferents alçades. Les façanes nord i oest estan completament tancades sense finestres. L'entrada sud té una petita llosa de pedra. L'església també té un campanar.
A l'interior de l'església hi ha fragments de pintures al fresc, realitzades en colors vius i càlids, en marró vermellós i daurat. Els murals de la part de l'altar són del període feudal i la resta són del segle xvii.

### Muralla
El monestir està envoltat pels tres costats nord, est i oest per un mur de 28 m x 134,5 m, mentre que al costat sud hi ha un penya-segat. Està construït amb còdols i maons, que daten principalment del segle xvii. Al nord-oest de l'església hi ha una torre amb una porta d'entrada estreta. A la cantonada nord-oest de la paret hi ha una torre quasi rectangular, la façana oest és rodona i la façana de l'est és recta. L'entrada al sud-est es troba entre dos ponts, als murs oest i nord hi havia edificis sostinguts els fonaments dels quals encara existeixen. A l'exterior de la paret, es fan semicercles iguals entre si. A l'est del mur es troben les ruïnes de l'acròpoli, el pati de la qual s'eleva en relació amb l'església.

### Cel·les monàstiques
Un saló al sud-est de l'església baptista, en un escarpat vessant de muntanya, data del període feudal. És accessible per camins estrets. La part inferior de la teula, és a dir, la paret de la façana sud, que fa 3,9 m x 4,4 m, està construïda amb pedres i maons a la part superior. Té una porta i una finestra. El sostre és desigual. A l'est, es construeix una sala de maó vermell dintre d'una cova tallada al vessant de la muntanya, que fa 2,5–3 metres de profunditat i serveix com a magatzem d'aliments.